# San Marcos (Teksas)
San Marcos – miasto w Stanach Zjednoczonych, w stanie Teksas, w hrabstwach Hays, Caldwell i Guadalupe. Według spisu w 2020 roku liczy 67,6 tys. mieszkańców, co oznacza, że w ciągu ostatnich 25 lat populacja miasta podwoiła się. Ponad 40% populacji to Latynosi. Należy do obszaru metropolitalnego Austin.
Jest siedzibą Texas State University–San Marcos, który jest piątym co do wielkości uniwersytetem w Teksasie i mieści Centrum Antropologii Sądowej w stanie Teksas, które jest największym ośrodkiem badawczym medycyny sądowej na świecie.
Przez park miejski przepływa rzeka San Marcos, stwarzając rekreacyjne możliwości pływania, nurkowania, czy wiosłowania. Ten uniwersytecki obszar uznawany jest za jeden z najstarszych, nieprzerwanie zamieszkałych miejsc w Ameryce.